# فريدريك كيسياكوف
فريدريك كيسياكوف (بالسويدية: Fredrik Kessiakoff) مواليد 17 مايو 1980 في السويد، هو دراج سويدي. شارك في دورة الألعاب الأولمبية الصيفية.

## سجل النتائج

### سباقات أو مراحل فاز بها
- طواف إسبانيا
- طواف سويسرا

## وصلات خارجية
- الموقع الرسمي

## روابط خارجية
- فريدريك كيسياكوف على موقع الاتحاد الدولي للدراجات (الإنجليزية)
- فريدريك كيسياكوف على موقع أرشيف الدراجات (الإنجليزية)
- فريدريك كيسياكوف على موقع إحصائيات الدراجات الإحترافية (الإنجليزية)
- فريدريك كيسياكوف على موقع نسبة الدراجات (الإنجليزية)
- فريدريك كيسياكوف على موقع CycleBase (الإنجليزية)
- فريدريك كيسياكوف على موقع أوليمبيديا (الإنجليزية)
- فريدريك كيسياكوف على موقع اللجنة الأولمبية السويدية (السويدية)